# Strada statale 469 Sebina Occidentale
La strada statale 469 Sebina Occidentale (SS 469), fino al 2021 strada provinciale ex SS 469 Sebina Occidentale (SP ex SS 469) in provincia di Bergamo e strada provinciale BS 469 Sebina Occidentale (SP BS 469) in provincia di Brescia, è un'importante strada italiana che collega Lovere a Urago d'Oglio costeggiando a occidente il lago d'Iseo, che è anche detto lago Sebino. La strada statale 510 Sebina Orientale passa invece dalla provincia di Brescia costeggiando a oriente il citato specchio d'acqua. Il tratto Palazzolo sull'Oglio (ingresso A4, km 33,022) - Urago d'Oglio, ancora classificato come strada provinciale BS 469 Sebina Occidentale (SP BS 469), è rimasto in gestione alla Provincia di Brescia.

## Storia

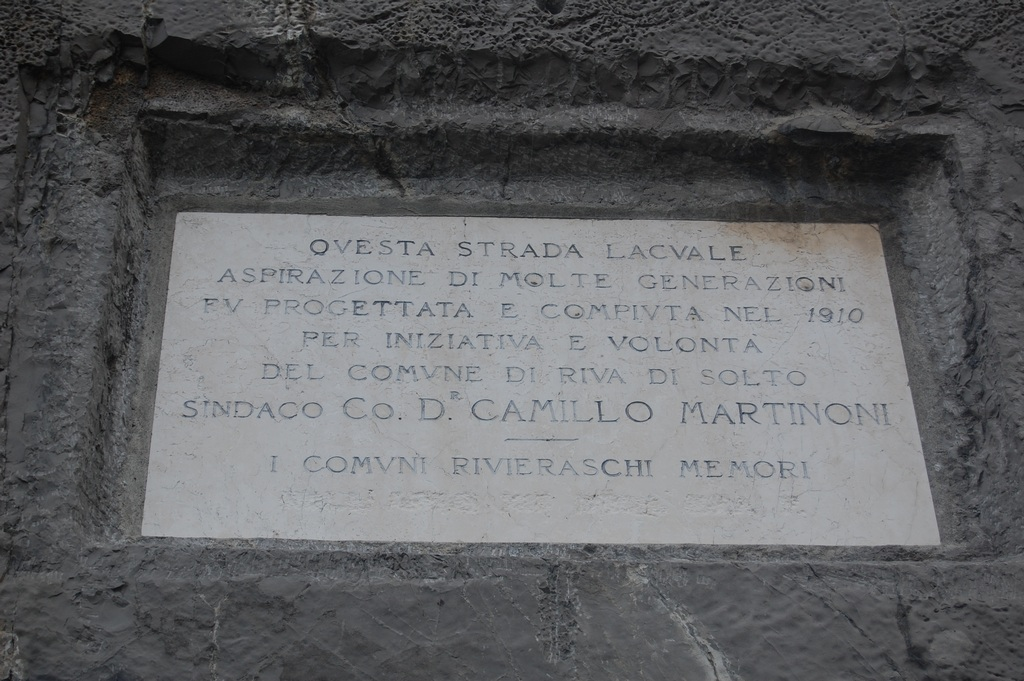
Lapide commemorativa posta nel comune di Riva di Solto

La strada statale 469 venne istituita nel 1964 con il seguente percorso: "Innesto strada statale n. 42 «del Tonale e della Mendola» a Lovere - Tavernola - Sarnico - Palazzolo sull'Oglio - Innesto strada statale n. 11 «Padana Superiore» a Urago d'Oglio."
In seguito al decreto legislativo n. 112 del 1998, dal 2001, la gestione è passata dall'ANAS alla Regione Lombardia che ha provveduto al trasferimento dell'infrastruttura al demanio della Provincia di Bergamo e della Provincia di Brescia per le tratte territorialmente competenti. Nel 2021 il tratto Lovere (SS 42) - Palazzolo (ingresso A4 km 33,022) della strada è tornato di competenza ANAS nell'ambito del piano Rientro Strade.

## Percorso
Ha origine a Lovere dal vecchio tracciato della strada statale 42 del Tonale e della Mendola e termina ad Urago d'Oglio innestandosi nella strada statale 11 Padana Superiore. Deve il suo nome al fatto che da Paratico a Lovere costeggia la sponda occidentale del lago d'Iseo.
Attraversa i paesi di:
- Urago d'Oglio (BS),
- Pontoglio (BS),
- Palazzolo sull'Oglio (BS),
- Capriolo (BS),
- Paratico (BS),
- Sarnico (BG),
- Predore (BG),
- Tavernola Bergamasca (BG),
- Parzanica (fraz. Portirone) (BG),
- Riva di Solto (BG),
- Solto Collina (loc. Grè) (BG),
- Castro (BG),
- Lovere (BG).